# Michel Esteban
 (avril 2025).
Si vous disposez d'ouvrages ou d'articles de référence ou si vous connaissez des sites web de qualité traitant du thème abordé ici, merci de compléter l'article en donnant les références utiles à sa vérifiabilité et en les liant à la section « Notes et références ».
En pratique : Quelles sources sont attendues ? Comment ajouter mes sources ?
Ne doit pas être confondu avec Michel Estevan.
Michel Antoine Gaston Esteban, né le 7 mai 1951 à Paris, est graphiste, photographe, entrepreneur, rédacteur en chef du magazine Rock News, éditeur, producteur et cofondateur avec Michael Zilka du label discographique indépendant ZE Records.

## 1968 - 1973: les premières années
Étudiant aux Art Graphiques de Paris en 1968, il fonde en 1973 la société Harry Cover, première entreprise française spécialisée dans le merchandising rock. D'abord société de vente par correspondance, Harry Cover devient en 1974 le premier Concept Store parisien, situé rue des Halles. C'est une sorte de grand loft où l'on trouve disques import, merchandising rock, magazines et livres underground. Le jukebox diffuse une sélection pointue qui attire grand nombre de lycéens. La cave du magasin est transformée en salle de répétitions où la nouvelle scène Punk parisienne fera ses premières armes,. Ce magasin Harry Cover devient, pour quelques années, le point de ralliement de toute une jeunesse punk/new wave parisienne,,.

## 1974 - 1978: Paris, Londres, New York
En 1974 Esteban part aux États-Unis pour une traversée en Cadillac Sedan DeVille 1960, de New York à Los Angeles en passant par Chicago et San Francisco jusqu'à Tijuana à la frontière mexicaine. À Chicago il découvre Sun Ra, traîne dans les studios de Willie Dixon et découvre le Chicago Blues dans les clubs. À Los Angeles il rencontre les Stooges exilés de Detroit. Iggy Pop au creux de la vague tente une reconversion avec James Williamson, alors que les frères Ron et Scott Asheton se sont alliés au batteur du MC5, autre légende de Detroit, pour monter un groupe sous le nom de New Order. De retour à New York, il étudie à la School of Visual Arts, l'école fondée par Milton Glaser proche du Chelsea Hotel. Il sympathise avec Richard Bernstein, responsable des couvertures du magazine d'Andy Warhol, Interview et autre résident de l'hôtel où il possède un atelier. En décembre 1974, il rencontre Patti Smith. Avec elle, il découvre la scène rock new-yorkaise. Autre rencontre  en 1974, John Cale (membre fondateur du Velvet Underground) qui vient de produire Horses le premier album de Patti Smith.
De retour à Paris en 1975, Esteban fonde le magazine Rock News qui couvrira la naissance de cette scène new-yorkaise. L'année suivante, Rock News s'intéresse à la scène londonienne. il chronique avec sa compagne Lizzy Mercier Descloux, les premiers concerts des Sex Pistols au printemps, puis en juillet le concert culte des Clash en première partie des mêmes Pistols au cinéma Screen on the Green, avec les Buzzcocks de Manchester.
Rock News attire la collaboration de Lisa Robinson, célèbre chroniqueuse rock new-yorkaise – « Lisa says » dixit Lou Reed –, Richard Robinson, producteur du premier album de Lou Reed et éditeur de Rock Scene, Patti Smith, Lester Bangs légendaire critique rock nord-américain ou Danny Fiels (manager originel des Stooges, Modern Lovers, The Ramones).
Rock News s'intéresse également à la mode, notamment de Vivienne Westwood alors compagne de Malcolm MacLaren et styliste des Sex Pistols.
Parallèlement, il fonde Fear Press Edition et publie le recueil de Poèmes de Lizzy Mercier Descloux Desiderata (avec la collaboration de Richard Hell), ainsi que The Night de Patti Smith et Tom Verlaine et Witt le premier recueil bilingue de Patti Smith.
En 1976, Esteban présente Malcolm McLaren à Pierre Benain qui recherche alors un groupe pour l’inauguration en septembre d’un nouveau club parisien, Le Chalet du Lac. Ce seront les deux premiers et uniques concerts des Sex Pistols en France.
Lors d'un week-end, Esteban promène dans Paris le « Bromley Contingent », le collectif anglais incluant Siouxsie Sioux, les futurs Banshees, Simon « Boy » Barker, Soo Catwoman, et Billy Idol, les journalistes Caroline Coon (du Melody Maker) et Jon Savage (de Sounds, et auteur du best-seller sur les Sex Pistols England's dreaming).
Il repart pour Londres fin septembre pour le premier festival Punk au Club 100, il présente les Stinky Toys à McLaren, organisateur du festival, qui souhaitait absolument programmer un groupe français. Ce sera par ailleurs la première prestation scénique de Siouxsie Sioux accompagnée par Sid Vicious à la batterie, de Subway Sect et des Damned.
Entre 1975 et 1977, à New York, Londres ou Paris, Esteban photographie toute cette scène. Ces archives devraient un jour faire l’objet d’une publication.
En 1977, Esteban vit entre Paris et New York, d'abord au Gramercy Park Hotel, puis dans un loft à SoHo dans La Fayette Street, qu'il partage avec Patti Smith et Lizzy Mercier Descloux. Il crée son premier label Rebel Records et produit les singles du groupe lyonnais Marie et les Garçons et du groupe New-Yorkais Mars produit par Patti Smith et Jay Dee Daugherty.
John Cale, de son côté fonde, avec Jane Friedman (manager de Cale et Patti Smith) le label SPY Records et sollicite Esteban comme directeur artistique. SPY publiera quelques singles tous produits par Cale : Harry Toledo Busted Chevrolet, Lester Bangs Let It Blurt, Marie et les Garçons Re Bop, Bob Neuwirth Model Citizens, et l'album live enregistré au CBGB's, Live Sabotage de John Cale.
C'est durant cette période que Cale présente Michael Zilkha à Esteban et les deux fonderont ensemble quelques mois plus tard le label ZE Records.

## 1978 - 1982: la période ZE Records
En 1978, Esteban vit dorénavant à New York avec Anna Wintour, (aujourd'hui rédactrice en chef du Vogue US) que lui a présenté à son tour Michael Zilkha (en). L'acronyme ZE est tiré du nom des deux créateurs : Zilkha et Esteban.
De la scène new-yorkaise d'alors vont émerger, entre autres, des artistes tels Jean Michel Basquiat, Keith Haring, parrainés par Andy Warhol, des metteurs en scène tel Jim Jarmusch, et une double scène musicale (No Wave : Mudd Club / Mutant Disco : Studio 54 - Paradise Garage) qui fusionnera en partie au sein de ZE Records.
Zilkha et Esteban produisent une quarantaine d'albums. Kid Creole & the Coconuts, Lydia Lunch, Alan Vega, James Chance, Cristina, Lizzy Mercier Descloux, Was (Not Was), John Cale, Suicide, Arto Lindsay, Material, etc. ZE Records est au début des années 1980 le label indépendant new-yorkais de référence. Dans The Face en janvier 82, Paul Tickell décrit le label ainsi : « ZE records, le label le plus hype du monde »,. ZE Records sponsorise également le « New Cinema », et soutient des metteurs en scène tels qu'Amos Poe, Eric Mitchell ou Diego Cortes (aujourd'hui Art curator à New York). Zilkha produira également Downtown 81, le film d'Edo Bertoglio sur et avec Jean Michel Basquiat alors âgé de 19 ans.
En 1982 Esteban quitte New York et ZE Records pour d'autres aventures en solo. Il produit le groupe français new wave transfuge de Marquis de Sade, Octobre avec Patrick Vidal (ex Marie et les Garçons).

## 1983 - 1990: les années voyages
Sous prétexte de signer un contrat de licence et de promotion au Japon, il visite l'Asie avec Lizzy Mercier Descloux : Tokyo, Séoul, Macao, Hong Kong, Bangkok, le Sri Lanka…
En 1983, toujours avec Lizzy Mercier Descloux, il parcourt toute l'Afrique du nord au sud en descendant par l'est. En Afrique du Sud en plein apartheid il produit Zulu Rock avec Lizzy et un gang de musiciens noirs de Soweto, incluant le hit Mais où sont passées les gazelles.
En 1984 il est à La Nouvelle-Orléans sur les traces de Dr. John et de Allen Toussaint pour préparer le nouvel album de Lizzy Mercier qu'ils espèrent réaliser avec une partie des musiciens sud-africains et des musiciens cajuns locaux. Mais l'ambassade Sud Africaine ne délivrera pas de visa de sortie aux musiciens sud-africains.
En 1985 Esteban débarque à Rio de Janeiro ou il a décidé d'enregistrer One for the Soul, le quatrième album de Lizzy Mercier Descloux, avec Chet Baker en guest star.
Au printemps 1986, Esteban produit à Bruxelles le nouveau single de Lio Les brunes comptent pas pour des prunes. En septembre ils partent pour Los Angeles, s'installent au Tropicana Motel pour l'enregistrement de Pop model. Esteban appelle John Cale qui vient coproduire trois titres et réaliser les arrangements de cordes. Pop model devient l'album de la consécration pour Lio.
En 1988, il faut donner une suite à Pop model. Départ pour Rio où toute la troupe s'installe dans le studio de Gilberto Gil. Cancan, dont le « concept » devait être une sorte de comédie musicale avec spectacle au Moulin Rouge de Paris, n'aboutira pas sous cette forme en raison des désaccords artistiques entre Lio et son producteur.

## 1989 - 1998
Durant toutes les années 1990, Esteban se détache du show-business et pose ses valises dans le sud de la France.
En 1998, Esteban et Lio tentent une nouvelle expérience discographique : départ pour la Havane, Cuba. Un album en espagnol est enregistré au studio Egrem. Mélange de « Son cubain » (sorte d'ancêtre de la salsa) et de pop européenne, sur lequel participent des stars locales, des membres de Los Van Van et les vétérans de Buena Vista Social Club. Mais une fois encore des dissensions artistiques empêcheront ce disque d'être terminé…

## Depuis 2000
En 2003, Esteban relance de Paris ZE Records qui à ce jour a réédité plus d'une quarantaine des cinquante albums qu'il a produits ou coproduits entre 1978 et 1989.
En 2005 parallèlement à la poursuite des rééditions, il produit le premier album d'une Nord-Américaine exilée à Glasgow, Michael Dracula.
En 2006, Esteban vit entre Paris et Salvador de Bahia où il travaille à la création d'un institut culturel et à divers projets liés à la musique, la mode et l'art contemporain.
Depuis 2013, Esteban vit en Thaïlande sur l'île de Koh Phangan, il y a ouvert un petit studio d'enregistrement.